# Квінт Марцій Барея Соран (консул 52 року)
Квінт Марцій Барея Соран (лат. Quintus Marcius Barea Soranus; ? — 65 або 66) — політичний діяч часів ранньої Римської імперії, консул-суфект 52 року.

## Життєпис
Походив з патриціанського роду Марціїв. Син Квінта Марція Барея Сорана, консула-суфекта 34 року. Замолоду став сенатором. Підтримував сенаторську опозицію проти імператорів. У 52 році став консулом-суфектом. Служив при Нероні, який ненавидів його. У 61 році призначено проконсулом у провінції Азія, де отримав прихильність населення за свою справедливість. Також був другом Гая Рубеллія Плавта, родича Нерона та можливого претендента на трон. Внаслідок цього його запідозрили в честолюбних задумах, причому свідком проти нього виступив його власний учитель Публій Егнація Целер. Разом з Сораном була засуджена на смерть і його донька, яка нібито сприяла честолюбним планам батька та брала участь у змові. Квінт Марцій Барея Соран наклав на себе руки.